# Eka Zgouladze
Eka Zgouladze (en géorgien : ეკატერინე ზღულაძე, ukrainien : Екатеріна Згуладзе, parfois Ekaterina Zgouladze-Glucksmann), née le 18 juin 1978 à Tbilissi, alors en URSS, est une femme politique géorgienne et ukrainienne. 
En Géorgie, elle commence par être première vice-ministre des Affaires intérieures (2005-2012) puis ministre des Affaires intérieures par intérim (juillet à octobre 2012). 
Après avoir adopté la nationalité ukrainienne, elle est première vice-ministre des Affaires intérieures de l'Ukraine dans le second gouvernement Iatsenouk (décembre 2014 à mai 2016).

## Biographie

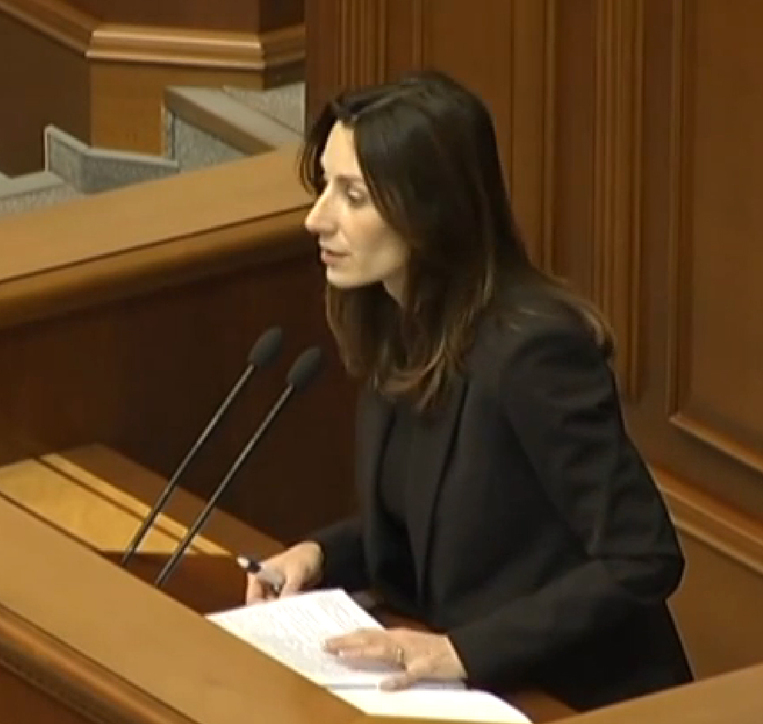
Eka Zgouladze à la Rada ukrainienne en 2015.

### Enfance et études
Dans un entretien en 2011 au Figaro, Eka Zgouladze se décrit comme « turbulente » durant son enfance, avant de devenir « une princesse au comportement impeccable ». À cette période tumultueuse, la politique est étroitement liée à la vie de tous les jours. Elle en prend conscience au milieu de la perestroïka, lorsque des protestations antisoviétiques surgissent à Tbilissi en 1989. Elle observe alors les forces spéciales de Moscou réprimer violemment la révolte. 
Plus tard, la Géorgie proclame son indépendance, mais plonge dans une guerre civile. Elle obtient une bourse américaine et passe une année dans l'État américain de l'Oklahoma. Elle revient dans son pays natal à 16 ans, puis poursuit ses études en droit à l’université d'État de Tbilissi, tout en travaillant afin de soutenir financièrement ses parents.

### Carrière politique
Elle travaille d'abord comme interprète au sein d'organisations internationales.

#### En Géorgie
Nommée première vice-ministre des Affaires intérieures de la Géorgie en 2005 ou 2006,, elle réforme notamment les forces de police, « en faisant de cette corporation détestée l'institution la plus respectée du pays ». Elle participe à la « désoviétisation » de l'institution policière, notamment en remplaçant 20 000 anciens fonctionnaires « suspects » par de jeunes recrues et fait passer les effectifs de 85 000 à 23 000 personnes. Elle participe également à la fusion de la police, des services secrets et de l'ex-KGB. Elle s'attaque enfin à la corruption et au crime organisé. Après un scandale concernant les mauvais traitement reçus par des personnes incarcérées, le ministre des Affaires intérieures en poste, Bacho Akhalaïa, démissionne le 20 septembre 2012 et Eka Zgouladze assure l'intérim à la tête du ministère. Pour la nouvelle ministre, « nous n'entendons pas nous dérober devant nos responsabilités. Il y a eu des tortures dans nos prisons. Mais je souligne que ce n’est pas par hasard si ces vidéos sont sorties à dix jours d'un scrutin crucial », soulignant que cette coïncidence temporelle sert l'opposition, et notamment le candidat Bidzina Ivanichvili. Ses fonctions prennent fin le 25 octobre 2012 lors de la démission du gouvernement Merabichvili. Étant mariée avec Raphaël Glucksmann, conseiller officiel de Mikheil Saakachvili, le couple quitte brutalement la Géorgie en 2012.

#### En Ukraine
Fin 2013, Ekaterina Zgouladze et Raphaël Glucksmann s'impliquent dans le mouvement Euromaïdan en Ukraine, qui aboutit au renversement du pouvoir en place l'année suivante.
Au printemps 2014, Petro Porochenko décide de mener des réformes profondes dans le pays, et les confie à des Géorgiens autour de Mikheil Saakachvili, dont font partie Eka Zgouladze, Sandro Kvitashvili et Guiorgui Vachadze (en).
Après avoir reçu la nationalité ukrainienne le 13 décembre 2014 et abandonné la nationalité géorgienne dans le même temps, elle est nommée quelques jours plus tard première vice-ministre des Affaires intérieures de l'Ukraine dans le second gouvernement Iatsenouk, forte du succès de sa lutte contre la corruption des forces de l'ordre géorgiennes. Notamment, elle crée une nouvelle force de police, grâce à des fonds et une formation apportée entre autres par les Etats-Unis. Elle devient alors la première femme à avoir intégré les gouvernements de deux pays différents. Après de profondes réformes, elle fait nommer la Géorgienne Khatia Dekanoidze chef de la police. Elle démissionne le 11 mai 2016, après que le ministre Arsen Avakov l'a persuadée pendant des mois de ne pas le faire. 

### Vie privée
Elle a été l'épouse de l'essayiste et homme politique français Raphaël Glucksmann — avec qui elle a un fils — également conseiller spécial du président Mikheil Saakachvili de 2009 à 2012,,. En avril 2024, Conspiracy Watch dénonce une campagne de désinformation relayée par Fdesouche, qui mentionne indirectement Eka Zgouladze avec des allégations de corruption, afin de déstabiliser son ancien époux Raphaël Glucksmann, alors en campagne électorale pour les élections européennes de 2024,.